# Andreas Ravelli
Andreas Ravelli (* 13. August 1959 in Vimmerby, Schweden) ist ein ehemaliger schwedischer Fußballspieler.

## Werdegang

### Vereinskarriere
Gemeinsam mit seinem Zwillingsbruder Thomas begann Andreas Ravelli seine Karriere 1977 bei Östers IF. Mit dem Verein wurden die Brüder 1980 und 1981 schwedischer Meister. Insgesamt bestritt Andreas Ravelli in seinen zehn Jahren beim Verein 196 Spiele und erzielte dabei zwölf Tore.
1988 wechselte Ravelli zu IFK Göteborg, blieb dort aber nur zwei Spielzeiten. Über Lenhovda IF kehrte er 1991 zu Östers IF zurück. 1993 bis 1994 spielte er bei Hovmantorps GoIF, ehe er 1995 und 1996 wiederum für zwei Spielzeiten bei Lenhovda IF war. Im Anschluss daran beendete er seine Karriere.

### Nationalmannschaft
Ravelli spielte zwischen 1980 und 1989 insgesamt 41 Mal für die schwedische Nationalmannschaft, dabei erzielte er zwei Tore. Er debütierte am 12. November 1980 im Rahmen eines Qualifikationsspiel gegen Israel für die Weltmeisterschaft 1982 in Spanien, das 0:0 endete.

### Trainerkarriere
Nach seiner aktiven Fußballerkarriere war Ravelli in den Jahren 1997/98 Trainer seines vorherigen Vereins Östers IF.
Mittlerweile betreibt Ravelli ein Fußballjugendcamp.

## Sonstiges
Neben seinem Zwillingsbruder Thomas ist auch Ravellis Sohn Mathias Fußballspieler.
Nach ihrer Fußballkarriere entwarfen die Brüder Ravelli eine eigene Modelinie.
Andreas Ravelli hat außerdem sich selbst in einigen Fernsehserien gespielt, so zum Beispiel im Jahr 2016 in der Serie FC Nörd.